# Lewis Riggs
Lewis Riggs (* 16. Januar 1789 in Norfolk, Connecticut; † 6. November 1870 in Homer, New York) war ein US-amerikanischer Arzt und Politiker. Zwischen 1841 und 1843 vertrat er den Bundesstaat New York im US-Repräsentantenhaus.

## Werdegang
Lewis Riggs wurde ungefähr sechs Jahre nach dem Ende des Unabhängigkeitskrieges im Litchfield County geboren. Er besuchte eine Gemeinschaftsschule, eine Lateinschule und eine Griechischschule. Danach machte er eine Lehre zum Zimmermann. Er studierte Medizin in der Village von Torringford. Sein Diplom erhielt er im Mai 1812. Er besuchte im selben Jahr medizinische Vorträge von Dr. Benjamin Rush an der University of Pennsylvania in Philadelphia. Einen Monat nach seinem Abschluss brach der Britisch-Amerikanische Krieg aus. Riggs praktizierte in East Winsted. 1813 zog er nach Vernon im Oneida County und später von dort nach Homer. Er ging weiter seiner Tätigkeit als Arzt nach. Ferner betrieb er eine eigne Apotheke. 1828 ging er dem Verkauf von Kurzwaren nach. Er war zwischen 1820 und 1823 Secretary der Cortland County Medical Society und in den Jahren 1825 und 1826 deren Präsident. Präsident Andrew Jackson ernannte ihn am 25. April 1829 zum Postmeister in Homer – ein Posten, den er bis zum 7. August 1839 innehatte. Politisch gehörte er der Demokratischen Partei an.
Bei den Kongresswahlen des Jahres 1840 für den 27. Kongress wurde Riggs im 22. Wahlbezirk von New York in das US-Repräsentantenhaus in Washington, D.C. gewählt, wo er am 4. März 1841 die Nachfolge von Stephen B. Leonard und Amasa Dana antrat, welche zuvor zusammen den 22. Distrikt im US-Repräsentantenhaus vertraten. Er schied nach dem 3. März 1843 aus dem Kongress aus.
Nach seiner Kongresszeit nahm er wieder seine Tätigkeit als Arzt auf. Ferner betrieb er eine Getreidemühle. Er verstarb ungefähr fünf Jahre nach dem Ende des Bürgerkrieges in Homer und wurde dann auf dem Glenwood Cemetery beigesetzt.